# هاري بوتر والأمير الهجين
هاري بوتر والأمير الهجين (بالإنجليزية: Harry Potter and the Half-Blood Prince)
الكتاب السادس من سلسلة هاري بوتر للمؤلفة البريطانية ج. ك. رولينج، صدر في 21 يونيو 2005، وباع عشرة ملايين نسخة ليلة صدوره، ليصبح أعلى الكتب مبيعاً في التاريخ. تُرجم إلى عدة لغات منها العربية. وهو الكتاب قبل الأخير في السلسلة ويتلوه هاري بوتر ومقدسات الموت
بعد عامين من صدور الكتاب الخامس هاري بوتر وجماعة العنقاء جاء الكتاب السادس في يوليو من عام 2005 ليؤذن بقرب انتهاء السلسلة. كتاباً بعد كتاب، تُصبح سلسلة هاري بوتر أقرب إلى الكبار، أما بعد الكتاب السادس، فإنها تُثبت ذلك، فعبر رحلة الكتاب الحافلة بالموت، والخراب، والذكريات القديمة، يكتشف هاري بوتر سر فولدمورت الأكبر، ويسعى لتدميره عبر هذا السر، كما يعود في الماضي مع معلمه ألباس دمبلدور ليكتشف المزيد عن تاريخ وأسرار فولدمورت.
في هذا الكتاب تُصبح الحرب علنية، وتطبع المجتمع السحري بطابع الموت والرعب، فأكلة الموت يعيثون فساداً في كل أنحاء المجتمع السحري، وحوادث الموت والتعذيب، والاختفاء تملأ الصحف وأحاديث الناس، كما يغشى الخداع الناس. ولا يسلم المجتمع العامي من هذا الخراب، فيتعرض لأعاصير وانهيارات وحوادث قتل وتحكم، يحسبها العامة ظواهر طبيعية بينما هي من فعل أكلة الموت خصوصاً. يمتلئ الكتاب بالتواريخ الفاجعة، والتحولات، وفيه يظهر الأمير ذي الدم الخليط ويُقتل دمبلدور في صدمة مُفاجئة. يمتلئ الكتاب بالأحداث الساحرة، والمذهلة، ويغوص في التاريخ، كما يكشف لمحات أكبر عن تواريخ بعض الشخصيات، ويقع في الكثيرون في الحب. في هذا الكتاب، يستعد هاري بوتر للمواجهة الكبرى في الكتاب السابع. حقق كتاب الأمير ذي الدم الخليط مبيعات ضخمة جداً، تُعد الأضخم في التاريخ، ففي خلال اليوم الأول من صدوره، باع أكثر من عشرة ملايين نُسخة. تُرجم الكتاب إلى العربية بعنوان: هاري بوتر والأمير الهجين، حقق مبيعات ضخمة بمقاييس سوق النشر العربية. جاء الكتاب قصيرًا بإقرار الجميع، وأقصر مما كان متوقعًا، لكنه كان رائعًا بكل المقاييس، حيث تضمن أحداثًا مشوقة تأسر القارئ وتترك أثرًا عميقًا في نفوسهم .حيث يبدا الكتاب من بيت سيفروس سنيب على غير العادة حيث يقيم قسم لا يحنث مع نارسيسيا مالفوي على أن يحمي ابنها دراكو في مهمته التي كلفه بها اللورد فولدمورت ويوافق سنيب على هذا ويقيم عهدا لا يحنث به معها وتتجه الأحداث من جديد للنزل 4 شارع برايفيت درايف حيث يصل دمبلدور بنفسه إلى بيت ال دروسلي وياخذ هاري معه إلى الجحر وقبل ذلك يمر على هوريس سلوغهورن لاقناعه بالعودة للتدريس، يصل هاري للجحر حيث يجد ال ويزلي بالإضافة إلى فلور ديلاكور التي قررت هي وبيل ويزلي الزواج ولكن لم يكن أحد يرحب بهذا الزواج خصوصا السيدة ويزلي وجيني التي دعونها باللزجة نظرا لطريقتها بالكلام، يخيم موت سيريوس بلاك على إقامة هاري بالجحر وبعد ذلك تبدأ الرحلة إلى هوغوورتس بعد زيارة محل ويزلي للخدع السحرية بحارة دياجون وحالة الرعب التي تخيم على المجتمع السحري وأثناء تواجدهم للتسوق لحق هاري بدراكو مالفوي إلى حارة نكتورين وشاهده يهدد أحد اصحاب المتاجر «بورجين» باحد الأشياء وعندها ظن هاري انها علامة الظلام. عاد الكل إلى هوغوورتس وأثناء رحلتهم بالقطار دخل هاري إلى غرفة سليذرين تحت عباءة الإخفاء ولكن مالفوي كشفه وجمده باقى الرحلة دون أن يعلم أحد إلى أن عثرت تونكس عليه بعد نزول الجميع من القطار ويسعى هارى لكشف ما يدبره مالفوى طوال العام.

## النشر والتقبل

### تقبل النقاد
حصل هاري بوتر و الامير الهجين على مراجعات إيجابية. أشادت ليزل شيلينغر من صحيفة نيويورك تايمز بموضوعات الرواية المختلفة ونهايتها المشوقة. على أي حال، اعتبرت شيلينغر هدية رولينغ «متميزةً من ناحية التوصيف وخلق الحبكات أكثر من كونها هديةً لغوية». ذكرت مجلة مراجعات كيركس أن الرواية «ستترك القراء سعداء، ومستمتعين، ومتحمسين، وخائفين، وغاضبين، ومسرورين، وحزينين، ومتفاجئين، ومُدهَشين، ومستغرقين بالأفكار، تراودهم الأسئلة غالبًا عن المكان الذي يوجد فيه فولدمورت، نظرًا لظهوره فقط في لمحات من الماضي». اعتبرت المجلة أن «الفكاهة الملتوية» التي قدمتها رولينغ قد تحولت إلى «فرحة تامة»، لكنهم وصفوا ذروة الرواية بأنها «مأساوية، ولكن ليست صادمةً بصورة مزعجة». أثنت إيفون زيب من صحيفة كريستيان ساينس مونيتور على الطريقة التي بلورت فيها رولينغ شخصية هاري المراهق وكيفية كشف خيوط الحبكة التي بدأ نسجها منذ الدخول في حجرة الأسرار. من ناحية أخرى، أفادت إيفون بأن الرواية «تصبح مشبعةً بالإيضاح السردي بعض الشيء في نقاط معينة»، وربما تمكن القراء الأكبر سنًا من توقع النهاية.
كتبت مراسلة صحيفة بوسطن غلوب ليز روزنبرغ: «يُظهر الكتاب عبقريةً في كل صفحة منه» وامتدحت صور الكتاب والأسلوب المستخدم فيه والذي اتسم بمزيد من السوداوية، آخذةً في عين الاعتبار إمكانية انتقال السلسلة من نمط الرواية الخيالية إلى منهج أدب الرعب. أشادت كاتبة أسوشيتد برس ديبتى هاغيلا بالأسلوب العاطفي الجديد بالإضافة إلى تقدم هاري بالسن إلى درجة «قد يجد المعجبون الأصغر سنًا [السلسة] ناضجةً للغاية». أعربت إميلي غرين، كاتبة في صحيفة لوس أنجلوس تايمز، عن آرائها الإيجابية عمومًا حول الكتاب، لكنها أبدت قلقها حول قدرة الأطفال الصغار على استيعاب المحتوى. وصفت الناقدة الثقافية جوليا كيلر من شيكاغو تريبيون الرواية بأنها «الإضافة الأكثر بلاغةً وجوهريةً إلى السلسة حتى الآن» واعتبرت حس الدعابة المفتاح الأهم في نجاح روايات بوتر.

### الجوائز والتكريم
حصل هاري بوتر والأمير الهجين على العديد من الجوائز، بما في ذلك جائزة الكتاب البريطاني لعام 2006 وجائزة البريد الملكي لعام 2006 لكتب الأطفال الاسكتلندية الذين تتراوح أعمارهم بين 8 و12 عامًا في المملكة المتحدة. بالانتقال إلى الولايات المتحدة، أدرجتها جمعية المكتبات الأمريكية في قائمة أفضل الكتب للشباب لعام 2006. وفازت الرواية بجائزة الريشة عام 2005 عن فئتي أفضل كتاب في السنة وأفضل كتاب للأطفال. حازت الرواية على الختم البلاتيني لجائزة أوبنهايم توي بورتفوليو للكتاب البارز.

## روابط خارجية
- هاري بوتر والأمير الهجين على موقع الموسوعة البريطانية (الإنجليزية)